# Quercus grisea
Espèce
Classification phylogénétique
Répartition géographique
Statut de conservation UICN

 LC  : Préoccupation mineure
Quercus grisea, de nom commun Chêne gris, est une espèce de plante à fleurs  de la famille des Fagaceae et du genre Quercus (Chênes) originaire d'Amérique du Nord.

## Description

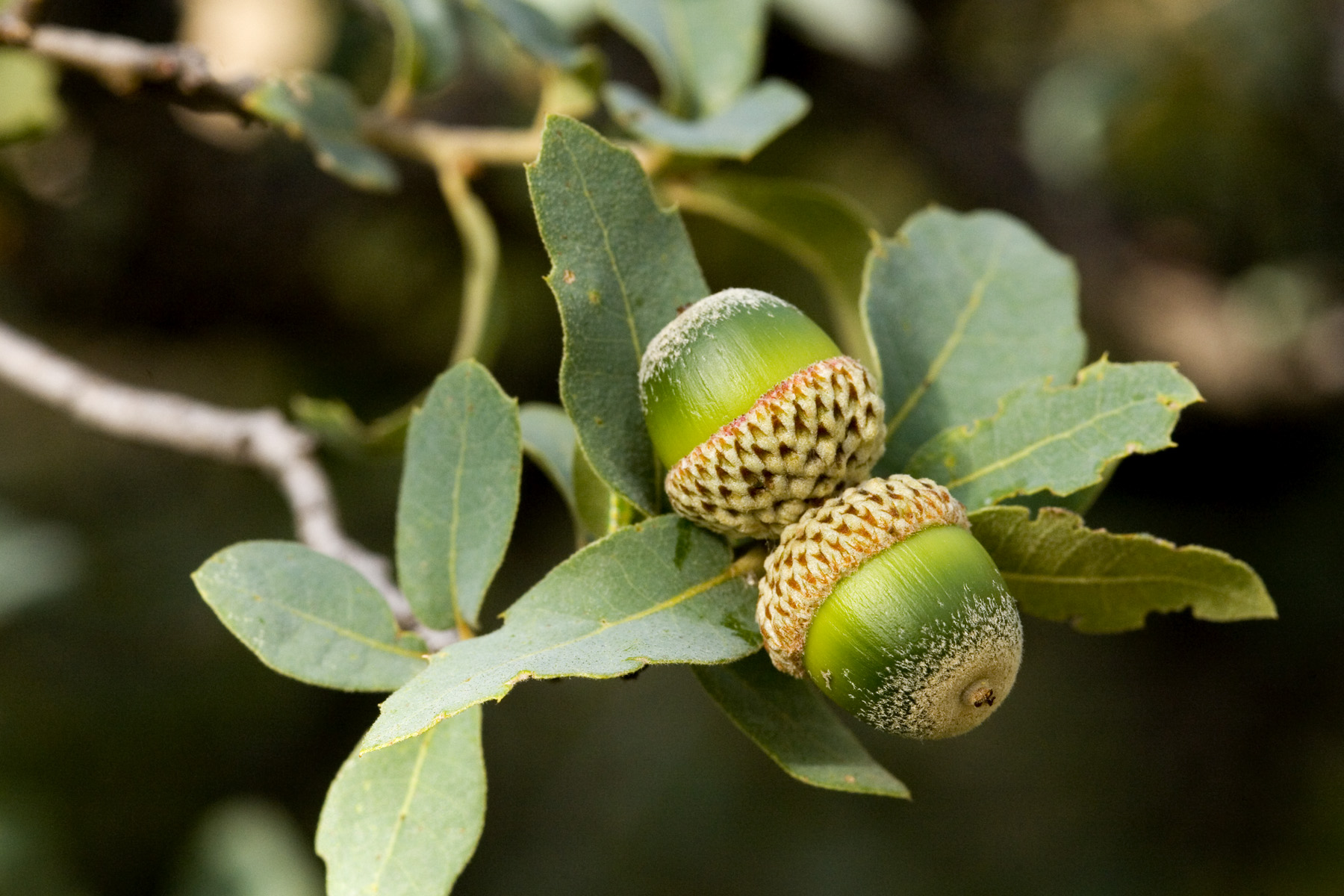
Glands et feuilles du Chêne gris.

Quercus grisea peut se développer comme un arbuste à plusieurs tiges dans des situations plus sèches, mais lorsque les précipitations sont suffisantes, il se développe en un arbre de taille moyenne pouvant atteindre environ 20 mètres avec une couronne irrégulière de branches tordues. Le tronc mesure jusqu'à 60 cm de diamètre avec une écorce gris clair qui est fissurée en petites plaques. Les rameaux sont robustes et d'un brun rougeâtre clair, recouverts de duvet grisâtre.
Les feuilles sont alternes, coriaces, longues ovales, entières ou avec quelques dents grossières. Elles sont vert grisâtre dessus et feutrées dessous et peuvent tomber en période de sécheresse hivernale. Les chatons mâles sont vert jaunâtre et les fleurs femelles sont en petits épis poussant à l'aisselle des feuilles et apparaissent au printemps en même temps que les nouvelles feuilles. Les cupules des glands sont écailleuses, couvertes de poils fins et couvrent la moitié des glands qui poussent seuls ou par paires et sont brun clair. Il peut se propager de manière asexuée par la germination des drageons et former des fourrés.

## Répartition

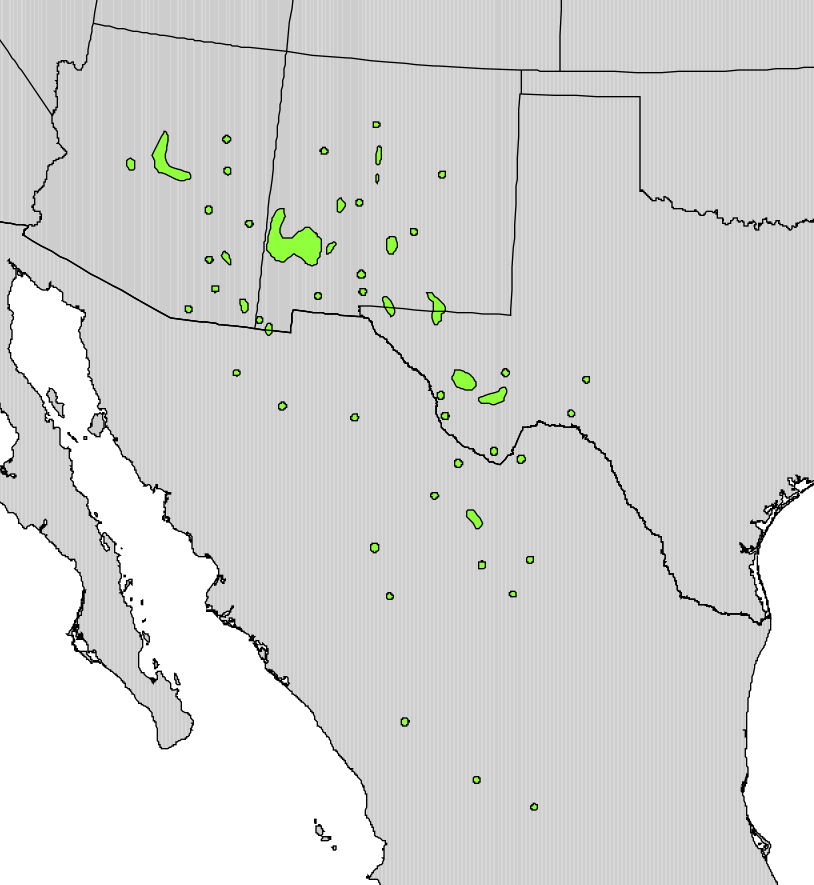
Aire de répartition de Quercus grisea.

Le Chêne gris pousse dans les montagnes du sud-ouest des États-Unis (ouest du Texas, Nouveau-Mexique, Arizona, Colorado et panhandle de l'Oklahoma) et du nord du Mexique (Sonora, Sinaloa, Chihuahua, Durango, Coahuila, San Luis Potosí, Zacatecas, Hidalgo). Généralement rare, il est commun dans la région de Trans-Pecos au Texas.

## Écologie
Le Chêne gris se trouve de 1 200 à 2 700 m d'altitude, poussant dans les vallées et sur les crêtes, sur les pentes rocheuses et sur les berges des ruisseaux. Il s'épanouit dans des conditions semi-arides caractérisées par des hivers doux, des sources sèches et des étés chauds.
Quercus grisea pousse souvent avec d'autres chênes, des genévriers, Pinus cembroides, Pinus edulis, Fendlera rupicola (en), Salvia lycioides (en), Arbutus xalapensis, Mahonia fremontii, Artemisia ludoviciana, Yucca elata, Quercus depressipes, Garrya wrightii (en).
Quercus grisea peut s'hybrider avec d'autres espèces de chêne quand les aires de répartition se chevauchent : Quercus arizonica, Quercus chihuahuensis, Quercus gambelii, Quercus mohriana, Quercus pungens, Quercus turbinella.
Il est une plante hôte pour les chenilles d’Acrobasis blanchardorum (en), Coptotriche subnubila (en), Pyrrhopyge araxes (en), Vitula lugubrella (en), Satyrium polingi (en).